# Rudolph Cartier
Rudolph Cartier (nacido Rudolph Katscher; 17 de abril de 1904-7 de junio de 1994) fue un director de televisión austriaco que trabajó principalmente en la televisión británica, especialmente con la BBC. Es conocido por sus colaboraciones en los años 1950 con el guionista Nigel Kneale, entre las que destacan la saga televisiva de Quatermass y la Nineteen Eighty y la adaptación de 1954 de la novela de George Orwell 1984.
Luego de estudiar arquitectura y drama, inició su carrera como guionista y más tarde como director de cine en Berlín, trabajando para Universum Film AG. Tras residir un tiempo en los Estados Unidos, se mudó al Reino Unido en los años 1930 y comenzó a trabajar con BBC Television en 1952. Produjo y dirigió más de 120 producciones en 24 años y terminó su carrera televisiva con la obra Loyalties en 1976.
Activo tanto en programas dramáticos como en ópera, Cartier ganó un Guild of Television Producers and Directors Award en 1957 por su trabajo en televisión y una de sus producciones de ópera obtuvo un premio en el Festival de Salzburgo de 1962. El British Film Institute, en su sitio web, lo describe como "un verdadero pionero de la televisión", A su vez el crítico Peter Black escribió que "nadie estuvo a menos de una milla de Rudolph Cartier del truco de hacer una película para una pantalla de televisión que fuera tan amplia y profunda como Cinemascope."

## Primeros años y carrera
Nacido en Viena en el Imperio austrohúngaro (Austria en la actualidad), Cartier estudió arquitectura, antes de cambiar de opinión e ingresar a estudiar drama en la Academia de Música y Artes Dramáticas de Viena. Allí fue instruido por Max Reinhardt, quien tuvo gran influencia en Cartier. Reinhardt creía que un guion era similar a una partitura y debe ser interpretado por un director de la misma manera que un músico interpreta una pieza musical. Esta visión era compartida por Cartier.
Cartier entró a la industria cinematográfica en 1929, cuando envió un guion a la compañía Universum Film AG (UFA) en Berlín y esta decidió producirlo. UFA lo contrató como parte de su planilla de guionistas, y trabajó allí en películas de gánsteres y thrillers. Mientras trabajaba en UFA, tuvo contacto con renombrados escritores, directores y productores, incluyendo a Ewald André Dupont y Erich Pommer. En 1933 realizó su debut como director de cine con el thriller Unsichtbare Gegner para el productor Sam Spiegel.
El mismo año que se estrenó Unsichtbare Gegner, los nazis tomaron el poder en Alemania y Cartier, que era judío, abandonó el país. Varios familiares de Cartier que permanecieron en Europa, incluida su madre, murieron en el Holocausto. Motivado por su colega en UFA Billy Wilder a trasladarse a Hollywood, Cartier cambió su apellido y se mudó a los Estados Unidos. Sin embargo, a diferencia de Wilder, Cartier no tuvo éxito allí y, en 1935, se trasladó al Reino Unido.
No existe mucha información acerca de la carrera de Cartier hasta después de la Segunda Guerra Mundial, cuando empezó a escribir historias para varios filmes británicos. También trabajó como productor cinematográfico en un cortometraje que adaptó la historia de Sherlock Holmes El hombre del labio retorcido. Cartier regresó por un tiempo a los Estados Unidos a estudiar métodos de producción televisiva.
En 1952, Michael Barry, con quien Cartier había trabajado en un proyecto que no se completó en 1948, fue nombrado Jefe del Departamento de Drama en BBC Television y entrevistó a Cartier para el puesto de productor televisivo, un trabajo que también incluía dirección. En la entrevista, Cartier le dijo a Barry que él pensaba que los resultados de su departamento eran «horrorosos» y que el drama televisivo necesitaba «nuevos guiones y una nueva perspectiva». En una entrevista de 1990 para The Late Show de BBC Two, Cartier dijo que el departamento de drama de la BBC lo había «necesitado como agua en el desierto». Barry, sin embargo, compartía muchos de los puntos de vista de Cartier acerca de la necesidad de mejorar el drama televisivo, y lo contrató para el trabajo de productor.

## Televisión en la BBC
La primera producción de Cartier en la BBC fue una obra titulada Arrow to the Heart, transmitida originalmente en la noche del 20 de julio de 1952. Fue adaptada por Cartier de la novela de Albrecht Goes Unruhige Nacht, pero Barry consideró que el diálogo era «demasiado germánico» y asignó a un guionista del departamento de drama, Nigel Kneale, la tarea de editar el guion. Arrow to the Heart fue la primera de muchas colaboraciones entre Kneale y Cartier, quienes disfrutaron de una relación altamente productiva durante los años siguientes, a pesar de profundas diferencias creativas en algunas ocasiones. Fueron una presencia importante en el drama televisivo británico de la época y son considerados, por el historiador de la televisión Lez Cooke, «responsables de haber introducido una dimensión completamente nueva en el drama de televisión a mediados de los años 1950».

### Colaboraciones con Nigel Kneale
La primera producción importante de Cartier y Kneale fue el programa de cinco partes The Quatermass Experiment, transmitido en el verano de 1953. El programa, una historia de ciencia ficción, mostraba como se realiza el primer viaje espacial tripulado, a cargo del profesor Bernard Quatermass y las consecuencias cuando una presencia alienígena invade el cohete durante su vuelo y regresa a la Tierra en el cuerpo del único tripulante sobreviviente, después de absorber su conciencia y destrozar el cuerpo de los otros dos. Un éxito popular y de crítica, The Quatermass Experiment ha sido descrita como "una de las series de mayor influencia en los años 1950." La contribución de Cartier a la serie fue resaltada en su obituario en el periódico The Times, que también llamó a la serie "un hito en el drama televisivo británico tanto por su imaginación visual así como por su habilidad para impactar al público."
El éxito de The Quatermass Experiment llevó a la realización de dos secuelas, Quatermass II (1955) y Quatermass and the Pit, ambas producidas y dirigidas por Cartier y escritas por Kneale. Las dos secuelas fueron exitosas y aclamadas por la crítica y el trabajo de producción de Cartier se fue haciendo cada vez más ambicioso. Para Quatermass II, pre-filmó gran cantidad de material al aire libre, usando película de 35 mm. Cartier, con su experiencia en el pasado como director de cine, disfrutó particularmente de estas escenas filmadas al estilo cinematográfico.
El atractivo de la saga Quatermass ha sido atribuido por el Museum of Broadcast Communications a la representación de "un nuevo rango de miedos acerca de la seguridad británica durante el período poscolonial y de posguerra. Gracias a ello, o tal vez debido a la efectiva combinación de ciencia ficción y melodrama intenso realizada por Cartier y Kneale, cautivaron al público." El sitio web de British Film Institute sugiere que el impacto visual de Cartier en la interpretación de los guiones de Kneale fue un factor importante en su éxito, que atribuye a su "originalidad, atractivo para las masas y dinamismo... The Quatermass Experiment se convirtió un hito de la ciencia ficción y una piedra angular del género en la televisión británica."
Además de la saga Quatermass, Cartier y Kneale colaboraron en varios dramas, incluyendo adaptaciones de Cumbres Borrascosas (6 de diciembre de 1953) y The Moment of Truth (10 de marzo de 1955, al igual que la obra original de Kneale, The Creature (30 de enero de 1955). Uno de sus trabajos más famosos fue su colaboración en la adaptación de la novela de George Orwell 1984, originalmente transmitida el 12 de diciembre de 1954. La crítica de The Times, publicada el día siguiente a la transmisión, recalcó su "vivacidad... los dos minutos de odio fueron, por ejemplo, una magnífica y tumultuosa orgía de venganza." La producción también desató considerables controversias. La Cámara de los Comunes discutió sobre las escenas de horror de la obra y si eran adecuadas para la televisión. La BBC recibió varias llamadas telefónicas amenazando la vida de Cartier si la segunda presentación, programada para el 16 de diciembre, seguía adelante. La BBC tomó en serio estas amenazas y le asignó guardaespaldas. Cartier apareció en televisión para defender la producción en un debate y, por último, la Junta Directiva de la BBC votó que la segunda presentación se realizara según lo planeado. Para entonces la producción había recibido el apoyo del Duque de Edimburgo, quien comentó, durante su discurso en la Royal Society of Arts, que la Reina había visto y disfrutado la primera presentación.
Nineteen Eighty-Four fue un éxito, pero también fue el drama de televisión más costoso jamás hecho en el Reino Unido. Cartier acostumbraba gastar grandes cantidades de dinero en sus producciones. A principios de 1954, Michael Barry lo había criticado fuertemente por el dinero y los recursos gastados en la adaptación de Rebecca. En un memorando escrito luego de la transmisión de la producción, Barry advirtió a Carter acerca del costo de sus producciones.

Los resultados de Rebecca parecen, en mi opinión, habernos llevado a una zona peligrosa en lugar de mostrar cualquier mejora. Me resulta imposible defender, cuando las finanzas del Departamento están en un estado precario, la carga que impone Rebecca en material de utilería y los gastos en extras y vestuario... La gran superficie del salón y la escalera no pueden justificar el enorme esfuerzo que demandó construirla, y uno queda con la clara impresión de que se ha llegado a un punto que obliga a acusar al Departamento de no saber lo que está haciendo.

### Trabajo y últimos años
A pesar de las preocupaciones de Barry, Cartier continuó trabajando en la televisión exitosamente y en los Guild of Television Producers and Directors Awards de 1957 fue el ganador en la categoría de drama. Realizó un breve regreso al cine cuando dirigió las películas Broken Journey y Passionate Summer, pero se siguió considerando a sí mismo un director de televisión, que siguió siendo su medio favorito. "La esencia de la televisión es poder controlar la respuesta del espectador mucho más de lo que otros medios permiten," dijo a The Times en 1958.
Cartier también dirigió varias óperas para la BBC, un género por el cual sentía gran pasión. Estuvo a cargo de adaptaciones de óperas famosas, como Salomé (1957) y Carmen (1962), al igual que producciones originales escritas especialmente para televisión. Tobias and the Angel, escritas para la BBC por Arthur Bliss y Christopher Hassall y producidas por Cartier en 1960. Obtuvo el Premio al Mérito en el Festival de Salzburgo de 1962.
Cartier continuó dirigiendo dramas televisivos durante los años 1960, a pesar de que cuando Barry abandonó el puesto de Jefe de Drama en 1961 perdió gran parte de su independencia creativa. El sucesor de Barry, Sydney Newman, abolió el tradicional rol de productor-director y dividió las responsabilidades en puestos separados, dejando a los directores como Cartier con menos control sobre sus producciones. Cartier también fue asignado a dirigir episodios de series dramáticas regulares, tales como Maigret y Z-Cars.
A pesar de esto, Cartier logró dirigir varias producciones notables durante la década, incluyendo varias que exploraban la era nazi en Alemania, de la cual había escapado en 1933. Algunas de estas fueron los dramas de la Segunda Guerra Mundial Cross of Iron (1961, acerca de la corte marcial del capitán de un submarino alemán en un campo británico de prisioneros de guerra) y The July Plot (1964, acerca del complot de 1944 para asesinar a Hitler), al igual que Firebrand (1967, acerca del incendio del Reichstag en 1933, un evento que Cartier presenció personalmente). También empezó, por primera vez, a dirigir obras referentes al Holocausto, como Doctor Korczak and the Children (1962, sobre el orfanato del Gueto de Varsovia) y The Joel Brand Story (1965, acerca de la oferta de 1944 hecha por Adolf Eichmann a los Aliados de canjear la vida de un millón de judíos por 10.000 camiones). Otras producciones notables de los años 1960 fueron adaptaciones de Anna Karenina (1961, protagonizada por Sean Connery y Claire Bloom) y Cumbres Borrascosas (1962, una nueva versión del guion de 1953 de Kneale, protagonizada por Bloom y Keith Michell). También dirigió Lee Oswald - Assassin (1966), un docudrama que cuenta la historia de Lee Harvey Oswald, basado en las conclusiones de la Comisión Warren, y Conversation at Night (1969), que fue la primera aparición de Alec Guinness como actor en la televisión.
La carrera de Cartier continuó durante los años 1970. En 1974 dirigió varios episodios de Fall of Eagles. Su última obra fue Loyalties, transmitida en 1976. Para ese entonces había trabajado en más de 120 producciones para la BBC. Luego de esto, trabajó por algún tiempo en el departamento de "drama comprado" de la BBC, donde asesoraba sobre la adquisición de obras y series de otras emisoras europeas. A lo largo de su carrera, Cartier se rehusó a trabajar para la televisión comercial: "Odio la idea de que mi trabajo creativo sea constantemente interrumpido por razones comerciales", comentó una vez. "Soy un artista, no un vendedor."
Cartier estuvo casado en tres ocasiones, la última con Margaret Pepper desde 1949 hasta su muerte. Tuvo dos hijas de sus esposas anteriores. Murió el 7 de junio de 1994, a los 90 años. Sin embargo su muerte fue opacada en los medios por la muerte de Dennis Potter, otra figura importante del drama televisivo británico, que falleció el mismo día.

## Legado
Casi todas la producciones de Cartier en los años 1950 fueron realizadas en vivo y la mayoría de ellas no fueron grabadas; comentó en una ocasión que "se iban a la velocidad de la luz." Varias de las producciones que sobrevivieron han sido aclamadas por críticos más recientes. En 2000, el British Film Institute realizó una lista de los 100 mejores programas televisivos británicos del siglo XX. Elegida por un grupo de profesionales del sector, la lista contenía tanto Nineteen Eighty-Four como Quatermass and the Pit. En el análisis que acompaña cada entrada en la lista, Nineteen Eighty-Four fue descrita como "un ejemplo temprano del poder del drama televisivo... Incluso ahora, las secuencias de tortura retienen su poder de impactar y perturbar."
Nigel Kneale, guionista de los dramas aclamados por el British Film Institute, pensaba que las producciones no hubieran sido tan exitosas de haber sido realizadas por otro director. "No creo que ninguna de las obras que escribí hubiera llegado a mucho en otras manos. En las suyas funcionaban perfectamente." El historiador de televisión Jason Jacobs, catedrático en estudios televisivos y cinematográficos en la University of Warwick, escribió en 2000 que Kneale y Cartier crearon juntos una visión completamente nueva y expansiva del drama televisivo británico en los años 1950.

Fue la llegada de Nigel Kneale... y Rudolph Cartier... lo que cambió directamente el drama íntimo. Cartier es reconocido, con razón, como una influencia importante en el desarrollo visual del drama televisivo británico... Cartier y Kneale tuvieron la ambición de que sus producciones tuvieran impacto en las masas y su atención no apuntaba solamente a la estética acogedora de la intimidad. Cartier usó el close-up para revelar emociones, así como un instrumento para impactar: un método más amenazador, y quizás más vivaz, que el usado antes. La intimidad fue reformulada por Cartier en términos de su poder y control sobre el espectador, que ya no es parte de la historia, sino que está recluido en su hogar.

El uso de una gran cantidad de escenas pregrabadas para abrir dramas televisivos en vivo en los años 1950 fue alabado por Lez Cooke. "Aunque a principios de los años 1950 se usaban secuencias grabadas en dramas televisivos, Nineteen Eighty-Four fue la obra televisiva que usó la mayor cantidad de ese tipo de escenas en aquella época y señaló la determinación de Cartier de extender los límites del drama de TV." Similarmente, en su obituario de The Times se dijo que "en tiempos en que las producciones de estudio solían ser estáticas como en el teatro, Cartier se ganó gran respeto por su contribución creativa al drama televisivo británico dándole una nueva dimensión."
Además de sus producciones de los años 1950, varios de los últimos trabajos de Cartier se han considerado influyentes. Su producción de 1962 Cumbres Borrascosas fue elogiada por el crítico de televisión Dennis Potter, que escribió en el diario Daily Herald que la producción "fue como una tormenta en el terreno llano y oscuro de la televisión semanal... El sonido del viento contra las ventanas, el dolor silencioso de Claire Bloom como la infeliz Cathy y la miseria de Keith Mitchell como Heathcliff hicieron de esta obra un gran trabajo." Mientras que el sitio web Screenonline declara que Lee Oswald — Assassin "solo puede considerarse de interés histórico" al basarse en el defectuoso informe de la Comisión Warren, The Times lo alaba como "posiblemente el primer docudrama."
No todo el trabajo de Cartier obtiene la misma consideración; sus trabajos cinematográficos no recibieron elogios similares a los de su obra televisiva. En el libro America's Best, Britain's Finest: A Survey of Mixed Movies, el crítico John Howard Reid comenta así el filme de 1958 dirigido por Cartier, Broken Journey: "Es difícil creer que... alguien pueda hacer una película tan aburrida. Aunque eso es precisamente lo que el director Rudolph Cartier ha hecho. No tenía noticias antes del Sr. Cartier, pero supongo que hizo esta breve incursión en el cine desde ese mundo sintético y feo de los close-ups de televisión."
Hablando con The Times en 1958, Cartier explicó que la televisión era un medio que todavía se encontraba en desarrollo y que parte de su trabajo era ayudar a crear la nueva generación de productores de drama televisivo. "La BBC está produciendo productores así como obras. Están abriendo camino hacia lo que el drama televisivo será algún día y nosotros estamos tratando de crear una generación de escritores que estudien el medio." Su obituario de 1994 en el mismo periódico señala que logró crear una influencia duradera en productores futuros, describiendo su producción de la ópera Carmen en 1962 como "un ejemplo e inspiración para la generación joven de productores televisivos."
En 1990, el programa de BBC Two The Late Show produjo un episodio que mostraba una retrospectiva del trabajo de Cartier, incluyendo una entrevista con el director discutiendo su carrera. El episodio fue retransmitido por BBC Two bajo el título de Rudolph Cartier: A Television Pioneer el 1 de julio de 1994 seguido por la transmisión de la copia sobreviviente de la segunda presentación de Nineteen Eighty-Four.